# 81 Terpsichore
A 81 Terpsichore a Naprendszer kisbolygóövében található aszteroida. Ernst Wilhelm Tempel fedezte fel 1864. szeptember 30-án.